# VW Scene
VW Scene International er et månedligt på TV Trend Verlag udkommende biltidsskrift om tunede biler af mærket Volkswagen.
I tidsskriftet præsenteres i første række tunede eller ombyggede biler. Derudover er der også artikler om temaerne Volkswagen, tuning og træf, samt få annoncer. VW Scene er det mest solgte Volkswagen-blad. Kvartalsoplaget ligger på knap 32.000 eksemplarer, og det trykte oplag på ca. 83.000.
TV Trend Verlag, som tilhører Vestische Mediengruppe Welke, udgiver også tilsvarende tidsskrifter om andre bilmærker.